# Sheffield (Iowa)
Pour les articles homonymes, voir Sheffield (homonymie).
Sheffield est une ville située dans le comté de Franklin dans l'État de l'Iowa aux États-Unis. En 2010, sa population est de 1 172 habitants.